# Коцюба

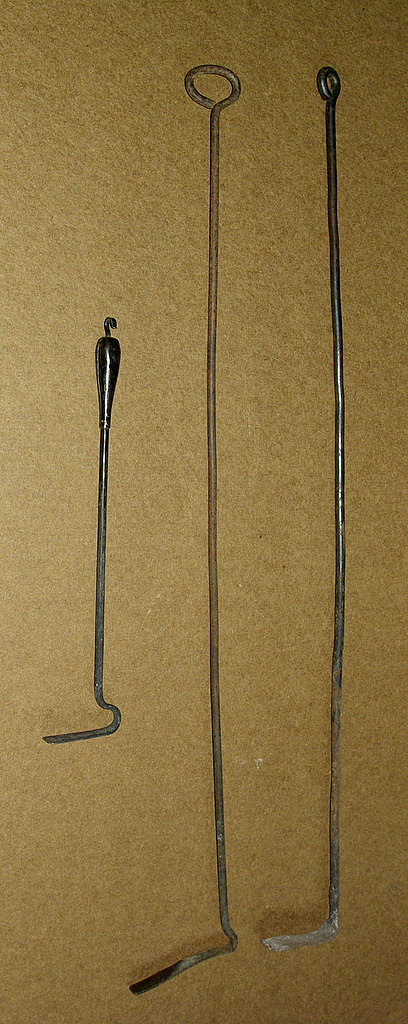
Коцюби різних розмірів

Коцюба́ або кочерга́, діал. порива́ч — знаряддя у вигляді насадженого на держак залізного прута з розплесканим загнутим кінцем для перемішування палива, прочищення колосників в печі й вигрібання з неї жару, попелу.
Коцюби́лно(коцюби́льно) або кочержи́лно (кочержи́льно) — держак коцюби (кочерги).
Коцю́бник або кочере́жник, коче́рги — місця біля печі для коцюб (коче́рг).

## Коцюба і кочерга

Прочищення коцюбою отворів колосникової решітки

У сучасній українській мові слова «коцюба» і «кочерга» вважають синонімами. Проте, у деяких місцевостях України вони мають різні значення. Так, на Лемківщині слово «кочерга» означає сапоподібний прилад, призначений для вигрібання жару з печі (наприклад, під час випікання хліба). У цьому значенні вживалося й слово «ватралька».

## Походження слів
Слово «коцюба» має дві версії походження. Згідно з першою, воно є запозиченням з тюркських мов, пор. чаг. косагу, каз. косау («палиця, якою мішають вогонь»), тур. kusku («лом»), кирг. козо. За другою, воно питомо слов'янське і споріднене зі словами коцюбити, коцюрбити, коцюбнути, коцюрга («палиця»), коцюрба («черемха»): тоді її тлумачать як «гнута», «викривлена».
Слово «кочерга» також етимологізують по-різному. За одною з версій, воно походить від слова кочера («кокора», «дерево з відростком») і споріднене зі словами «качан», «корч», рос. кочерыжка («качан»). За другою, воно має тюркське походження: від *köčirgā; пор. алт. köcür- («переводити кудись»), тат. küčǝr- («переносити»), чув. turdž́ǝ̀ga («коцюба»). Третя версія виводить слово «кочерга» з нім. Kotschaufel («лопата для згрібання гною») або Kotschabe («шкрябачка для гною»).

## Історія
Для перемішування жару у вогнищі колись уживалася звичайна палиця («о́жог», «о́жуг»). Згодом для цієї мети стали уживати залізний прут зі загнутим кінцем. Кочерги можуть являти собою простий загнутий прут, а можуть бути зразками художньої ковані.

## Звичаї
До коцюби ставилися з пошаною, її не можна кидати, а слід ставити; разом з тим атрибут нечистої сили, на ній верхи відьма вирушає на Лису гору; верхи на ній їздили хлопці, коли дострибували до Калити (обрядовий корж на вечорницях 13 грудня); виступала також предметом покарання, тому жартують: «Побий тебе коцюба і чесний макогін!». «Мовчи, бабо, чорт з тобою! Ось я тебе коцюбою» (П. Чубинський); «В коцюби два кінці: один по мені, другий по вас» (І. Нечуй-Левицький).

### Мовні звороти
- Бий його коцюба! — вигук для вираження здивування або захоплення, а також лайка
- Ні богові свічка, ні чортові коцюба — ні до чого не придатний
- Носа й коцюбою (кочергою) не дістане — хтось надмірно чваниться, пишається.

## Галерея

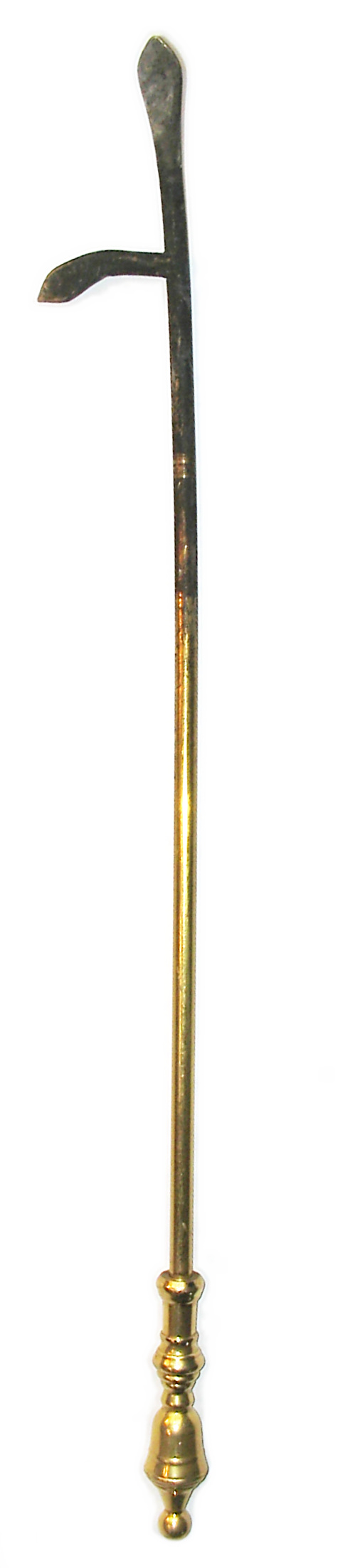
Коцюба для каміна
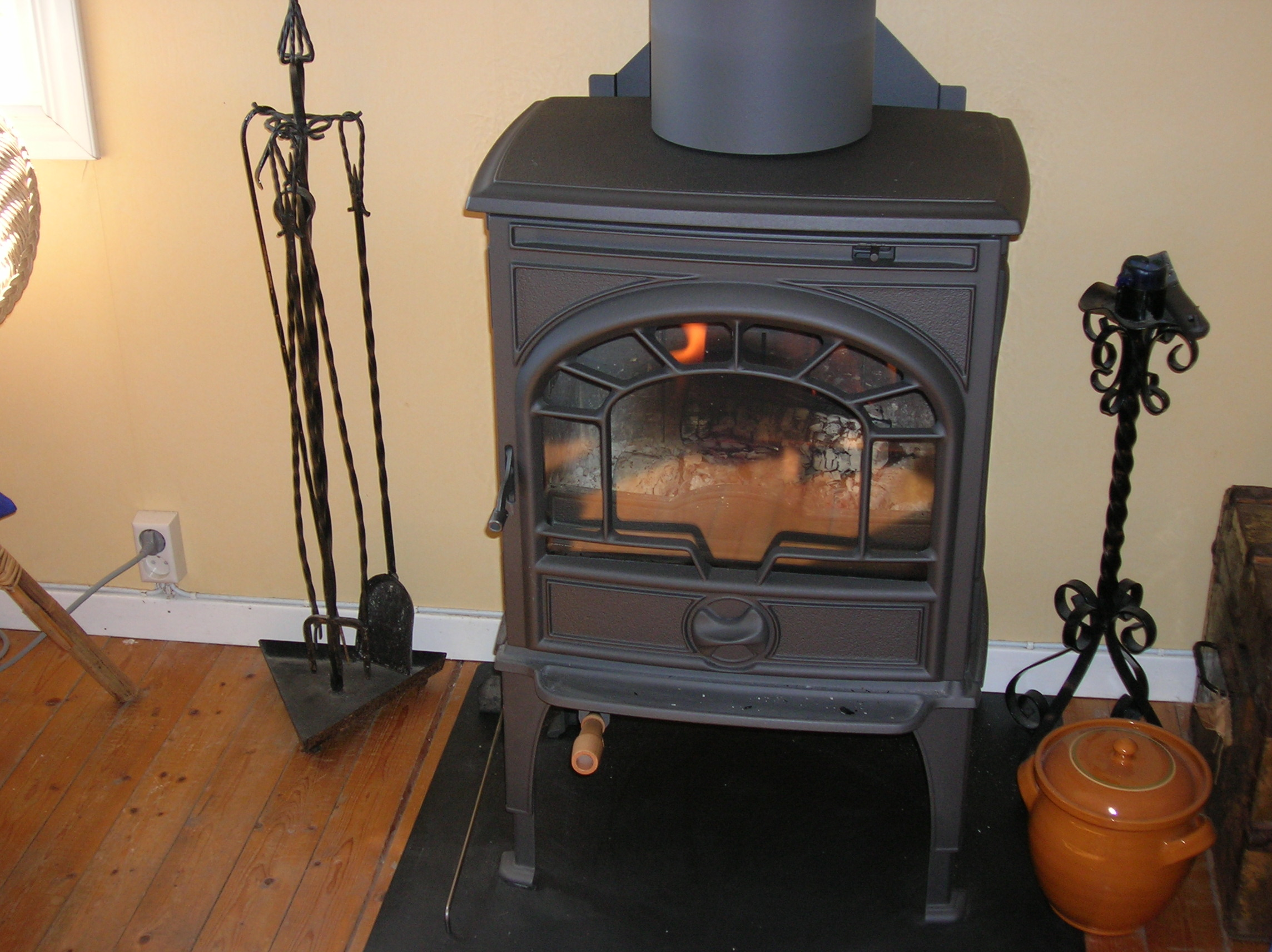
Коцюби та інше пічне приладдя біля каміна
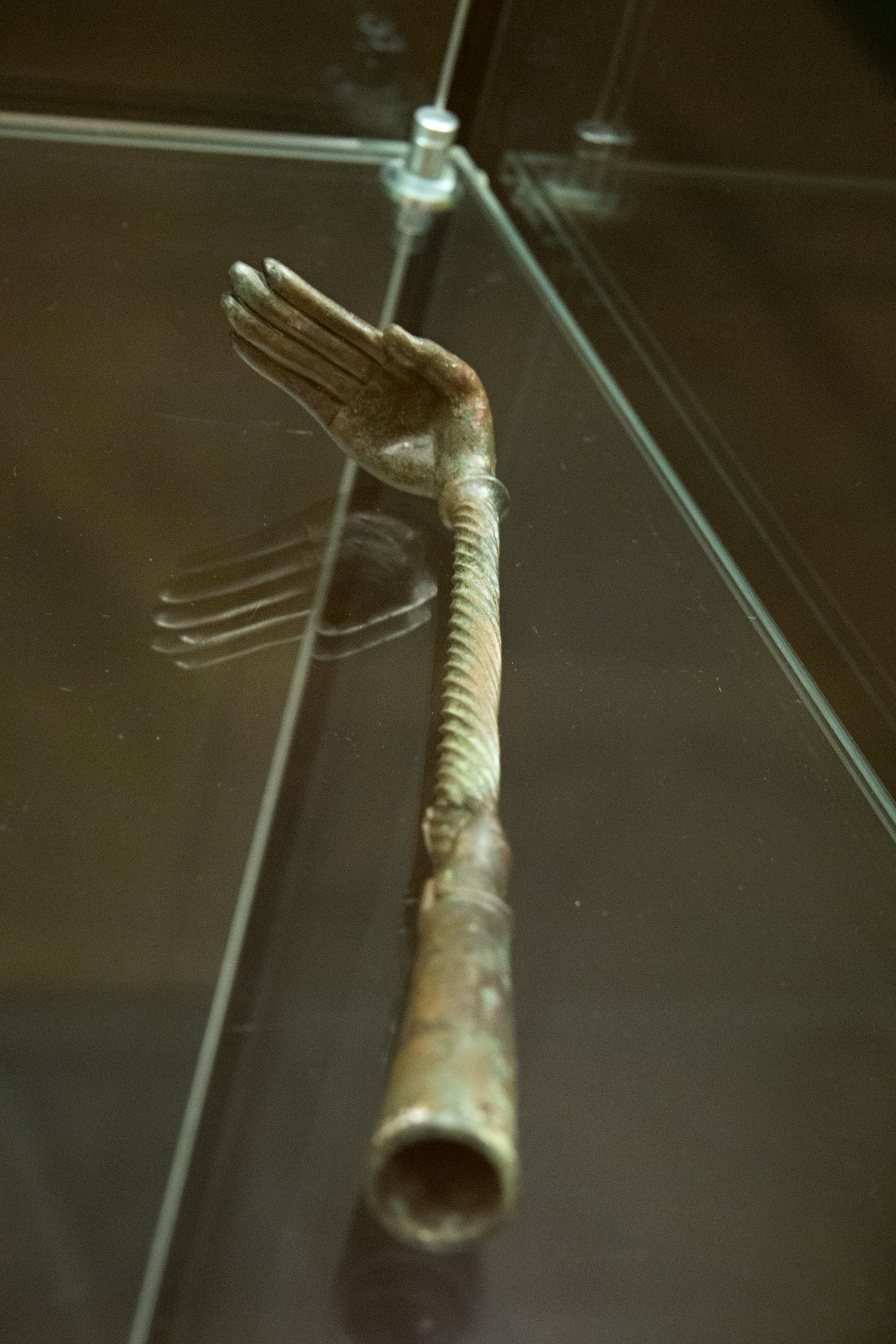
Етруська бронзова коцюба. 500 р. до н. е. Палац Кінських, Прага
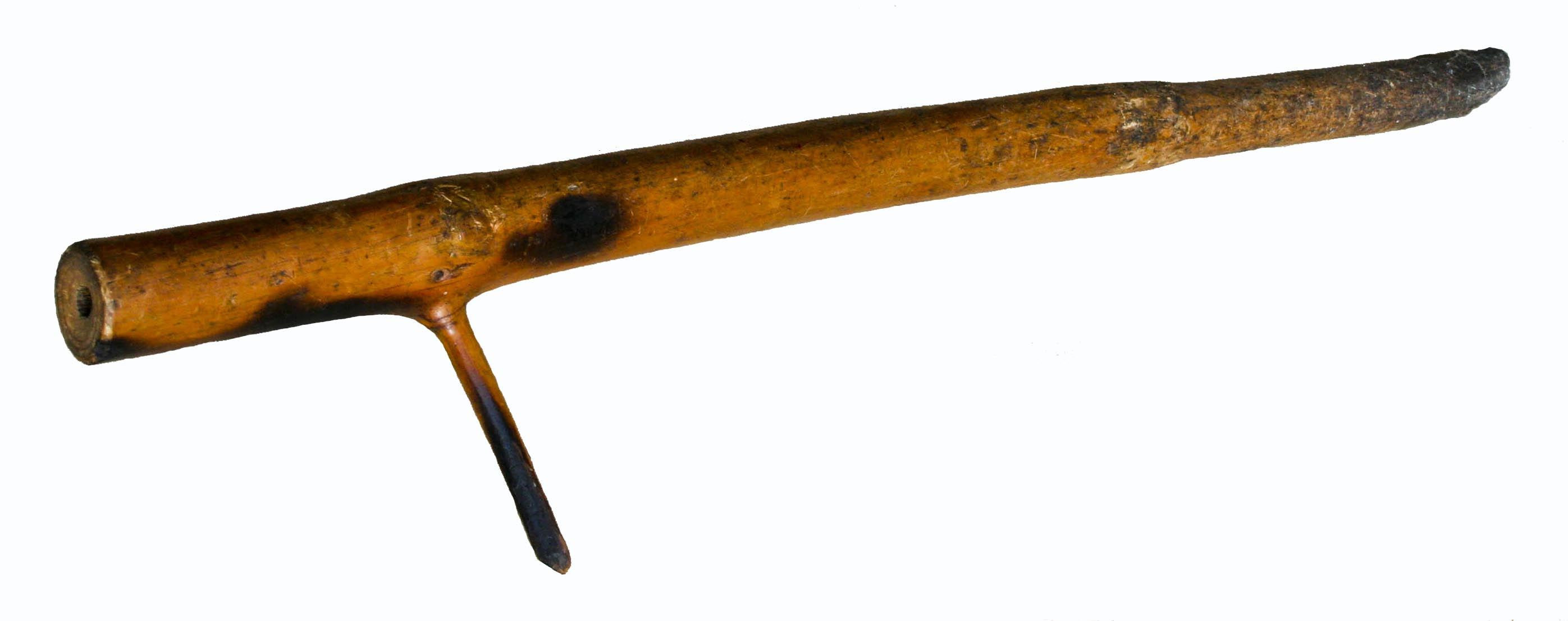
Буффаду́ — порожниста палиця для розведення вогню, традиційно вживана в Окситанії
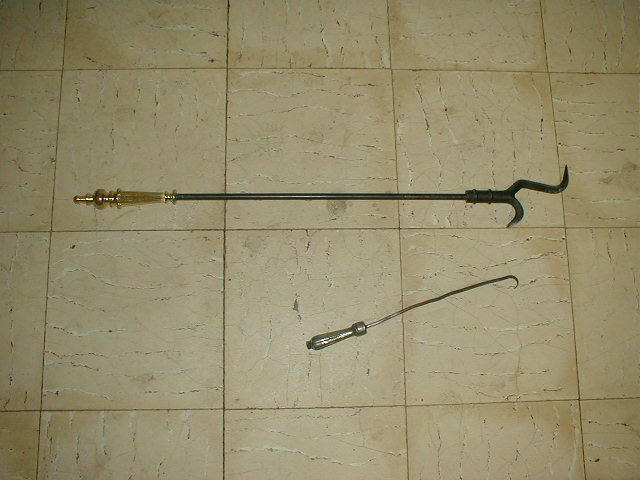
Коцюба й пічний гачок
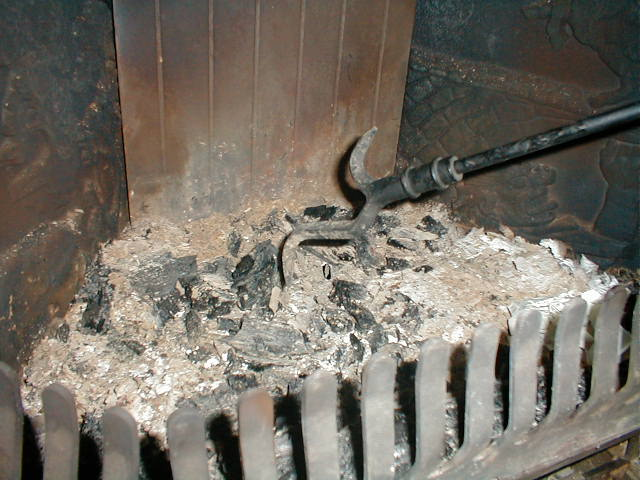
Коцюба в каміні
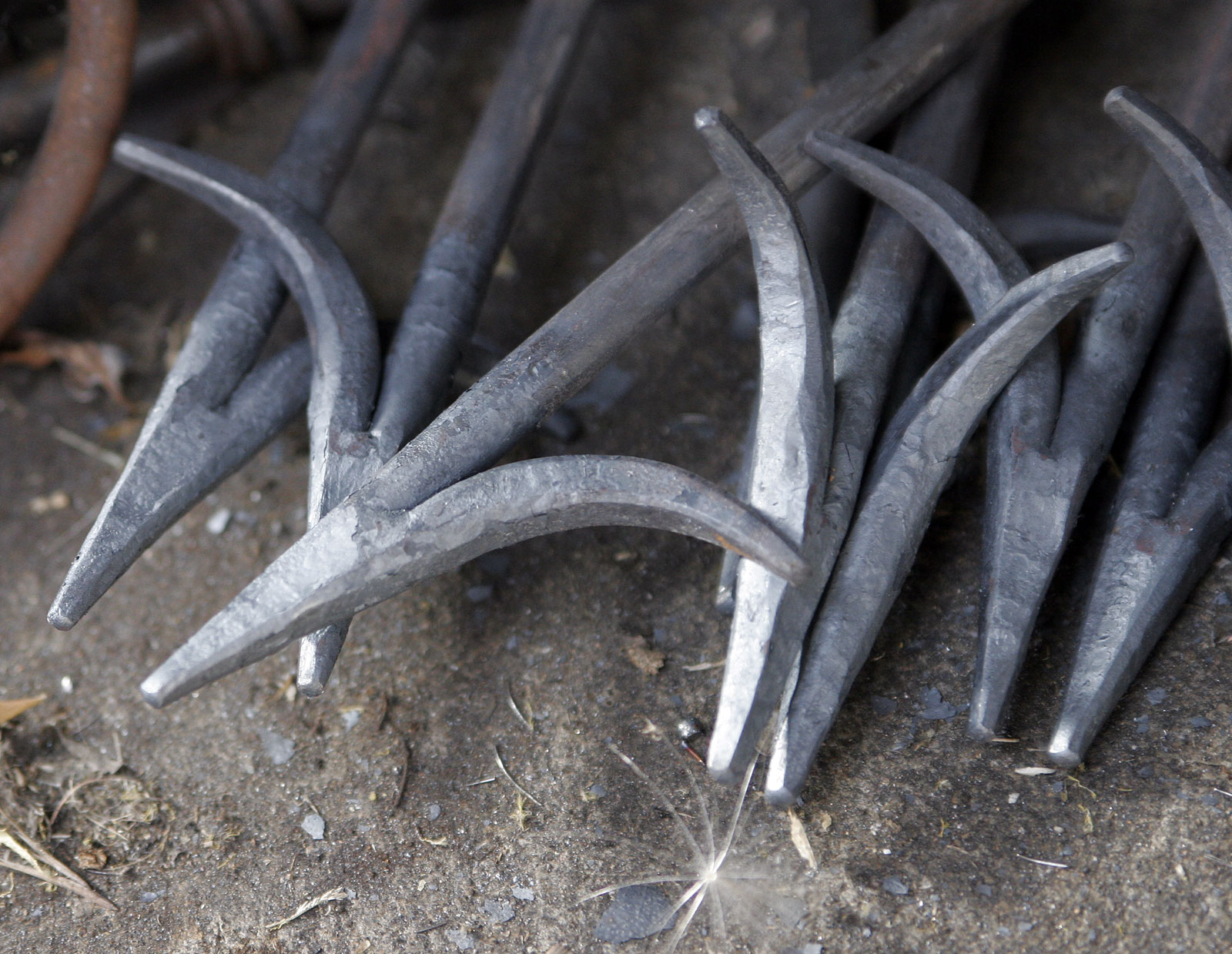
Коцюби з багроподібними наконечниками

## Інше
- Шуровий лом (шурівка) — прилад для перегортання твердого палива у топках котлів у вигляді довгого сталевого прута.
- У ливарстві коцюбою звали довгий металевий прут, розплесканий на кінці у вигляді ложки для розмішування розтопленої сталі, чавуну в печі[8].